# جامعة خيرسون الحكومية
جامعة خيرسون الحكومية مؤسسة تعليم عالي أوكرانية، (بالأوكرانية: Херсонський державний університет) هي جامعة تقع في خيرسون أوبلاست، أوكرانيا. تأسست هذه الجامعة في سنة 1917